# Irene Sáez
Irene Lailin Sáez Conde (Caracas, 13 de dezembro de 1961) é uma rainha da beleza e ex-política venezuelana, coroada como Miss Venezuela e Miss Universo 1981, a segunda representante de seu país a conseguir este feito.
Figura extremamente popular em seu país durante e após seu reinado, nos anos seguintes ela ingressou na política venezuelana sendo eleita por duas vezes consecutivas prefeita de Chacao, na grande Caracas. Candidata-se à Presidência da Venezuela em 1998, porém fica na terceira posição na eleição ganha por Hugo Chávez. Depois seria eleita com apoio de Chávez governadora do estado de Nueva Esparta.

## Miss Universo
Eleita 'Rainha do Clube Campestre Los Cortijos' durante três anos consecutivos, Sáez participou do Miss Venezuela 1981, depois que um jornalista amigo da família convenceu seus pais, que não desejavam ver a filha desfilando em trajes de banho. Em maio de 1981, ela venceu o concurso nacional, pelo estado de Miranda, derrotando outras dezoito candidatas, num ano em que o país conseguiu seus maiores triunfos em concursos de beleza internacionais, que então já se transformavam num evento de enorme popularidade no país. A segunda colocada no concurso nacional foi a Miss Aragua, Pilín León, que no mesmo ano viria a ser coroada como Miss Mundo, em Londres, dando à Venezuela, pela primeira vez simultaneamente, as duas mais importantes coroas da beleza mundial.
Ganhando o direito de representar seu país no Miss Universo, realizado naquele ano em Nova York, Sáez foi coroada com a maior pontuação individual em cada uma das etapas do concurso, impondo-se desde o início sobre as outras 75 participantes, incluindo a outra favorita, a Miss Brasil Adriana Alves de Oliveira, sempre calma e concentrada com seu corpo perfeito em 1,77 m de altura, elegância natural, postura, olhos cor de mel e cabelos castanhos, aclamada por um júri que incluía Pelé e Julio Iglesias. Depois de um ano inteiro de viagens que a levou até ao Japão, entregou sua coroa à sucessora Karen Baldwin, do Canadá, em julho de 1982, e voltou para a Venezuela, onde, no ano seguinte, foi proclamada como rainha dos Jogos Pan-americanos de 1983, realizados em Caracas, e abriu o desfile inaugural no Estádio Olímpico. Diferente da maioria das ex-misses venezuelanas, ela nunca quis fazer carreira no meio artístico nem como apresentadora televisiva, apesar de manter ativa vida social no país e participar como convidada em vários programas de televisão e eventos culturais.
Em 1995, Irene voltou a participar do Miss Universo, desta vez como jurada, na Namíbia, e dois anos depois, já profundamente dedicada à política venezuelana, retornou aos Estados Unidos, onde recebeu da organização do concurso uma placa homenageando-a como a "Miss Universo mais bela e talentosa de todas que já venceram o concurso", que lhe foi entregue pela compatriota Alicia Machado, então Miss Universo 1996.

## Carreira política e vida posterior
Inicialmente uma estudante de engenharia civil em Caracas, antes dos concursos de beleza de que participou e venceu, após seu ano de reinado como Miss Universo e de inúmeras viagens ao redor do mundo, onde conheceu todo tipo de realidade cultural e social, Irene teve o interesse depertado para a política e ingressou na Universidade Central da Venezuela onde formou-se em Ciências Políticas.
Passando a militar na política venezuelana depois de morar por dois anos nos EUA, onde serviu na embaixada venezuelana nas Nações Unidas como adida cultural da Venezuela  . No ano de 1992 candidata-se à prefeita do recém-criado município de Chacao, na região metropolitana de Caracas, e torna-se a primeira alcaide eleita do novo município autonômo, que governou por dois mandatos consecutivos até 1998 - foi reeleita em 1995 com 96% dos votos, o maior percentual da história democrática da Venezuela  - quando se lançou à candidatura pela presidência criando seu próprio partido político, conhecido como IRENE (Integración y Renovación Nueva Esperanza) e concorrendo contra Hugo Chávez e Henrique Salas. Seu trinômio político era acabar com a corrupção, sanear a dívida pública e reduzir a burocracia estatal. Inicialmente sua disputa contra Chávez levou muitos a compararem a corrida presidencial a uma luta entre "a bela e a fera". Ao final, Sáez ficou em terceiro lugar nas eleições após um começo de candidatura em que chegou a liderar as pesquisas com 70% das intenções de voto, prejudicada no decorrer da campanha por alianças políticas feitas com o partido democrata-cristão Comité de Organización Política Electoral Independiente, considerado impopular e "anti-establishment" pelos eleitores.
Apesar dessa derrota, em 1999 ela se candidatou ao governo do estado de Nueva Sparta (ilha de Margarita) devido ao repentino falecimento do recém-eleito governador Rafael "Fucho" Tovar, das eleições de regionais desse mesmo ano. Foi apoiada pelo Movimento V República e todas as forças chavistas integradas na coligação Polo Patriótico, sendo duramente criticada pelos meios partidários alegando que ela não nasceu, nem vivia em Nueva Esparta e que, portanto, não podia postular esse cargo. Ignorando as críticas, Irene lançou a candidatura e ganhou a disputa com uma percentagem contundente de mais de 70% dos votos, derrotando o candidato da Ação Democrática, Gregorio Boadas que obteve 28,91%. Porém, onze meses após a sua posse, renunciou ao cargo de governadora, alegando questões pessoais.
Casando-se em março de 1999 com o advogado Humberto Briceño León, com quem teve um filho e depois divorciou-se, Irene retirou-se definitivamente da vida política em 2000, após a renúncia ao governo de Nueva Esparta. Desde 2002 vive em Miami, nos Estados Unidos, onde faz parte da diretoria do Colonial Bank of South Florida.